# The Hustle Continues
The Hustle Continues è il quinto album in studio da solista del rapper e produttore discografico statunitense Juicy J, pubblicato nel 2020.

## Tracce
1. Best Group – 3:00
2. Gah Damn High (featuring Wiz Khalifa) – 2:50
3. Spend It (featuring Lil Baby & 2 Chainz) – 3:18
4. Po Up (featuring ASAP Rocky) – 3:11
5. Killa (featuring Conway the Machine) – 2:53
6. That's the Way It Goes (featuring Key Glock) – 3:14
7. Shopping Spree (featuring Young Dolph) – 3:18
8. 1995 (featuring Logic) – 2:50
9. What I Need – 2:52
10. Shawty Bad (featuring Logic) – 2:42
11. Load It Up (featuring NLE Choppa) – 2:57
12. She Gone Pop It (featuring Megan Thee Stallion & Ty Dolla $ign) – 2:44
13. Memphis to LA (featuring Jay Rock & Project Pat) – 3:04
14. Datz What It Iz – 2:54
15. In a Min – 3:20
16. I Can't Stop – 2:18